# Großkorbetha
Großkorbetha è un ex-comune tedesco di 2 008 abitanti, situato nel land della Sassonia-Anhalt.
Dal 1º settembre 2010 è stato accorpato alla città di Weißenfels.